# Ophthalmitis juglandaria
Ophthalmitis juglandaria är en fjärilsart som beskrevs av Charles Oberthür 1913. Ophthalmitis juglandaria ingår i släktet Ophthalmitis och familjen mätare. Inga underarter finns listade i Catalogue of Life.